# Arashi
Gli Arashi (嵐? lett. "tempesta") sono una boy band giapponese composta da Satoshi Ōno, Shō Sakurai, Masaki Aiba, Jun Matsumoto e Kazunari Ninomiya, facente parte della scuderia Johnny & Associates. Hanno debuttato il 15 settembre 1999 ad Honolulu, Hawaii. Il gruppo copre una vasta gamma di generi musicali tra cui R&B, hip hop e varie forme di musica pop. Oltre ad essere un gruppo di idol molto popolari in Giappone, il gruppo è conosciuto in tutta l'Asia e fra i fan del J-pop di tutto il mondo.
Nel 2015 hanno raggiunto i 30 milioni di copie di dischi venduti, diventando la seconda boy band di maggior successo commerciale in Asia.

## Storia
Johnny & Associates (o Johnny's) ha annunciato il debutto del gruppo il 15 settembre 1999, attraverso una conferenza stampa tenuta a bordo di una nave da crociera al largo della costa di Honolulu, nell Hawaii. Il nome Arashi, che in lingua giapponese significa "tempesta", è stato scelto da Johnny's per rappresentare l'obiettivo di "creare una tempesta in tutto il mondo". Arashi l'unico gruppo di Johnny's il cui nome è scritto completamente in Kanji. Il singolo dei debutti di Arashi, A・RA・SHI, è stato scelto come tema dell'ottava Coppa del Mondo di pallavolo, ospitata dal Giappone nel 1999. Grazie a questa circostanza, il gruppo ha avuto un'enorme esposizione internazionale, esibendosi alla cerimonia di apertura della Coppa del Mondo il 2 novembre 1999, davanti a circa ottantamila persone. Il singolo A・RA・SHI diventa un grande successo commerciale, vendendo circa un milione di copie. Dal 25 marzo al 30 aprile 2001, il gruppo si imbarca nel loro primo tour nazionale, l'Arashi Spring Concert 2001. Il tour porta gli Arashi a Sendai, Osaka, Nagoya, Hokkaidō, Fukuoka, Hiroshima, Kanazawa, Toyama e Tokyo, per un totale di ventisei esibizioni. Il marzo 2002 ha visto il ritorno del gruppo alle Hawaii, con una serie di concerti, parte della campagna Johnny Hawaii Stand Up!.
Dal 2006, gli album ed i singoli del gruppo vengono pubblicati anche al di fuori di Giappone. L'album Arashic viene messo in commercio anche ad Hong Kong, Corea del Sud, Taiwan e Thailandia. L'album ottiene un ottimo riscontro, soprattutto in Corea, dove al primo giorno di commercializzazione del disco, vendono vendute diecimila copie. Il 31 luglio 2006 parte il Jet Storm Tour, che ha l'obiettivo di promuovere l'album. Il tour fa tappa in Taiwan, Thailandia e Corea del Sud.
Il concerto in Corea, fu deciso per merito di 1.500 fans del gruppo che si riunirono presso l'Aeroporto internazionale di Incheon durante la conferenza stampa del gruppo relativa al Jet Storm. Il concerto, tenuto il 12 novembre 2006, ha reso Arashi il primo gruppo della Johnny's Entertainment ad esibirsi in Corea del Sud. La popolarità del gruppo in Corea viene confermata dal fatto che in un'ora dall'inizio della prevendita dei biglietti per il concerto, vengono venduti oltre 150.000 biglietti. Oltre ai concerti, il gruppo si è esibito in Corea del Sud, anche in occasione del festival dellacanzone asiatica (Asia canzone festival) del 2006, tenutosi propria in Corea, ed in cui Arashi rappresentavano il Giappone.
Il 21 febbraio 2007, il gruppo lancia un nuovo singolo intitolato Love So Sweet, che viene utilizzato come sigla di apertura del dorama Hana Yori Dango Returns, e che arriva alla prima posizione della classifica Oricon dei singoli più venduti in Giappone. Il diciannovesimo singolo del gruppo We Can Make It!, pubblicato il 2 maggio 2007, debutta in classifica direttamente alla prima posizione. Ad aprile del 2007, il gruppo si esibisce in quello che sarà il loro più grande concerto: Arashi Around Asia in Dome, tenuto per accontentare i numerosi fans che non erano riusciti a partecipare al precedente evento di gennaio. Arashi Around Asia in Dome si tiene presso il Kyocera Dome di Osaka ed il Tokyo Dome, davanti ad un totale di 200.000 persone.
Il nuovo album in studio del gruppo, Time pubblicato a luglio, continua la serie di numeri uno delle pubblicazioni del gruppo, vendendo oltre 190 000 copie nella prima settimana. Sempre nel mese di luglio, partono su TBS le trasmissioni del dorama Yamada Tarō monogatari, ispirato all'omonimo manga, che vede protagonista Kazunari Ninomiya e Shō Sakurai, entrambi membri del gruppo. Inoltre, la sigla musicale del drama, Happiness cantata dal gruppo è l'ennesimo singolo degli Arashi a debuttare alla prima posizione. L'anno si conclude con tutti i singoli pubblicati dal gruppo presenti nella top 30 annuale della Oricon e Love So Sweet alla quarta posizione.
Il 2008 si apre con due importanti comunicati, a febbraio. Il primo è l'annuncio di una nuova serie di concerti nei principali stadi del Giappone: Tokyo, Nagoya, Osaka, Fukuoka e Sapporo. Il tour, intitolato ARASHI Marks 2008 Dream-A-live, consiste di dieci concerti, dal 16 maggio al 6 luglio. Prima degli Arashi, gli unici altri gruppi di Johnny's ad essersi esibiti nei cinque grandi stadi erano stati gli SMAP ed i KinKi Kids. Il secondo comunicato viene dato dall'emittente televisiva TBS, che annuncia che gli Arashi condurranno un programma televisivo di intrattenimento in cui saranno affrontati temi sociali e culturali. Lo show intitolato Himitsu no Arashi-chan ("I segreti di Arashi-chan"), inizia il 10 aprile ed è prodotto da Saori Hirata. Non è il primo programma televisivo a vedere protagonisti gli Arashi, tuttavia è il primo ad andare in onda in prima serata. Come campagna pubblicitaria per lo show, il gruppo compare in uno speciale televisivo della TBS il 31 marzo, facendo registrare uno share del 19,7%, e rendendolo il programma più seguito della serata.
Il 5 settembre 2008, gli Arashi sono il terzo gruppo musicale (dopo gli SMAP e Dreams Come True) ad esibirsi presso il National Stadium di Tokyo, il loro primo grande concerto all'aperto, come prima data del secondo gruppo di tour in Asia che include tappe a Taipei, Seul e Shanghai. È inoltre il primo concerto di Johnny & Associates in Cina. Il ventitreesimo singolo del gruppo, Truth/Kaze no Mukō e, è il disco più venduto dell'anno, seguito da un altro lor singolo One Love. È la prima volta dal 1989 che un gruppo piazza due singoli ai primi due posti nella classifica annuale Oricon. Nella stessa classifica il gruppo è presente anche al decimo posto con Beautiful Days.

## Formazione
| Ahli | Satoshi Ohno Sho Sakurai Masaki Aiba Kazunari Ninomiya Jun Matsumoto |

## Discografia

### Album in studio
- 2001 – Arashi No.1 Ichigou: Arashi wa Arashi o Yobu!
- 2002 – Here We Go!
- 2003 – How's It Going?
- 2004 – Iza, Now!
- 2005 – One
- 2006 – Arashic
- 2007 – Time
- 2008 – Dream "A" Live
- 2010 – Boku no miteiru fūkei
- 2011 – Beautiful World
- 2012 – Popcorn
- 2013 – Love
- 2014 – The Digitalian
- 2015 – Japonism
- 2016 – Are You Happy?
- 2017 – Untitled
- 2020 – This Is Arashi

### EP
- 2020 – Arashi Reborn Vol.1

### Raccolte
- 2002 – Single Collection 1999-2001
- 2004 – 5x5 The Best Selection of 2002-2004
- 2009 – All the BEST! 1999~2009
- 2011 – Ura Ara Mania
- 2019 – 5×20 All the BEST!! 1999–2019